# Реликварий святого Мавра
 Национальный памятник культуры Чешской Республики (регистрационный номер 308 NP от  1995 года)

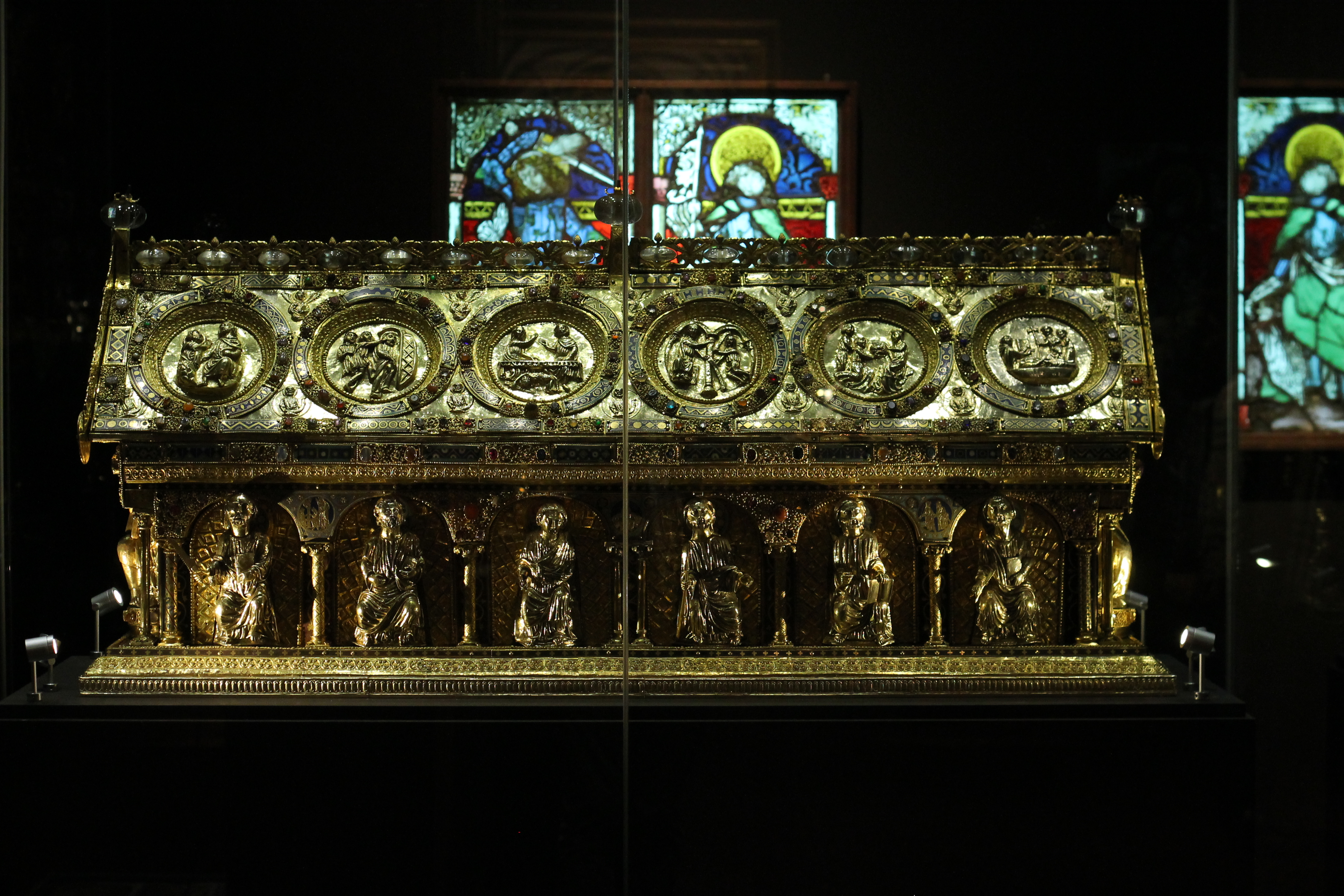
Реликварий на выставке на Пражском Граде (2015)

Реликва́рий свято́го Ма́вра — известный средневековый реликварий в котором находятся мощи святого Мавра, вторая из трёх главных по значимости реликвий Чешской республики.

## Описание
Широко известный памятник романской культуры первой трети XIII века. Реликварий изготовлен из позолоченного серебра и позолоченной меди, украшен почти двумя сотнями драгоценных камней , барельефами и фигурками, филигранью и чеканкой, эмалевыми дощечками с фигурной резьбой и геометрическим рисунком, червлеными пластинами. Филигрань украшена драгоценными и полудрагоценными камнями (халцедон, яшма, агат, оникс, горный хрусталь, сапфир), между ними находятся античные геммы с мягкой резьбой. В гребне реликвария помещены кристаллы горного хрусталя.
Относится к домиковым или тумбовым реликвариям, широко распространенным в средневековой Европе. Имеет прямоугольную форму с размерами 140×42 см и 65 см высоты.

## История
Реликварий был изготовлен в XI в. для бенедиктинского аббатства во Флорене (современная Бельгия) для хранения мощей святого Иоанна Крестителя, святого Мавра и святого Тимофея.
Во время Французской революции монастырь подвергся разрушению, все его имущество было уничтожено или разворовано. Одним из немногих сохранившихся ценностей был реликварий св. Мавра. Там в одной из ризниц костела среди старой мебели он был найден герцогом Альфредом де Бофорт-Спонтеном, который предложил управлению церковными землями выкупить находку за 2500 франков. В 1838 церковные власти продали герцогу реликварий. Тот за свой счет (3 тысячи франков) провел реставрацию и затем разрешил показать его на выставке в Брюсселе. По окончании выставки семья Бофортов в 1888 перевезла реликварий в своё имение в Бечове-над-Теплой (сейчас в Чехии, в 30 км от Карловых Вар).
В конце второй мировой войны Бофорты выехали из Чехословакии. Перед самым бегством из страны они спрятали реликварий под пол готической часовни в крепости в надежде, что скоро за ним вернутся. Более 40 лет эта уникальная реликвия пролежала в земле, подвергаясь воздействию влажности и коррозии.
5 ноября 1985, после долгих поисков криминалисты Чехии обнаружили спрятанное сокровище. Реликварий был сильно поврежден,  восстановления затянулось на 11 лет. В 2002 отреставрированная реликвия была выставлена для посетителей замка Бечов.
С ноября 2010 до февраля 2011 находился на выставке во Владиславовском зале в Пражском Граде рядом с копией чешских коронационных регалий.
Считается одним из ценнейших памятников ювелирного искусства на территории Чешской Республики.

## См.также
- Корона святого Вацлава
- Крест Завиша
- Христианские реликвии